# The Essential Alan Parsons Project
The Essential Alan Parsons Project è una raccolta del gruppo progressive rock britannico The Alan Parsons Project, pubblicata nel gennaio del 2007 dalla Sony Music.

## Descrizione
L'album raccoglie una selezione di 34 brani, suddivisi su due cd ed in ordine cronologico di pubblicazione, tra i più celebri del The Alan Parsons Project, fondato nel 1975 da Alan Parsons ed Eric Woolfson. I brani provengono dal catalogo della Arista Records, assorbita dalla Sony Music, e sono stati rimasterizzati in digitale a cura di Dave Donnelly e Alan Parsons presso il DNA Mastering Studio City in California.
La quantità di brani estratti da ogni album è la seguente:
- 3 da Tales of Mystery and Imagination Edgar Allan Poe del 1976
- 4 da I Robot del 1977
- 3 da Pyramid del 1978
- 2 da Eve del 1979
- 7 da The Turn of a Friendly Card del 1980
- 5 da Eye in the Sky del 1982
- 3 da Ammonia Avenue del 1984
- 2 da Vulture Culture del 1985
- 2 da Stereotomy del 1986
- 2 da Gaudi del 1987

Nella raccolta vi sono sei brani strumentali.

## Tracce[1]

### Disco 1
Testi e musiche di Eric Woolfson e Alan Parsons; edizioni musicali Arista Records, Charisma Records solo per le tracce nº1,2 e 3..
1. The Raven (Tales of Mystery and Imagination - Edgar Allan Poe - 1976) – 4:09 – Voci: Alan Parsons ed Eric Woolfson mediante (EMI vocoder) e Leonard Whiting • Cori: Eric Woolfson
2. (The system of) Doctor Tarr and Professor Fether (Tales of Mystery and Imagination - Edgar Allan Poe - 1976) – 4:20 – Prima voce: John Miles • Seconda voce: Jack Harris
3. To One in Paradise (Tales of Mystery and Imagination - Edgar Allan Poe - 1976) – 4:41 – Prima voce: Terry Sylvester • Seconde voci: Alan Parsons ed Eric Woolfson • Cori Jane Powell • Narrazione: Leonard Whiting
4. I Robot (I Robot - 1977) – 5:17 – Strumentale
5. I Wouldn't Want to Be Like You (I Robot - 1977) – 3:23 – Voce: Lenny Zakatek
6. Some Other Time (I Robot . 1977) – 4:07 – Voce: Peter Straker e Jaki Whitren
7. Day After Day (The Show Must Go On) (I Robot - 1977) – 3:42 – Voce: Jack Harris • Cori: Eric Woolfson
8. What Goes Up (Pyramid - 1978) – 3:31 – Voce: Eric Woolfson
9. The Eagle Will Rise Again (Pyramid - 1978) – 4:23 – Voce: Colin Blunstone
10. In the Lap of the Gods (Pyramid - 1978) – 5:30 – Strumentale
11. Lucifer (Eve - 1979) – 4:20 – Strumentale
12. Damned If I Do (Eve - 1979) – 4:53 – Voce: Lenny Zakatek
13. Games People Play (The Turn of a Friendly Card - 1980) – 4:23 – Voce: Lenny Zakatek
14. Time (The Turn of a Friendly Card - 1980) – 5:07 – Voce: Eric Woolfson
15. The Turn of a Friendly Card (part one) (The Turn of a Friendly Card - 1980) – 2:46 – Voce: Chris Rainbow
16. Snake Eyes (The Turn of a Friendly Card - 1980) – 3:15 – Voce: Chris Rainbow
17. The Ace of Swords (The Turn of a Friendly Card - 1980) – 2:58 – Strumentale
18. Nothing Left to Lose (The Turn of a Friendly Card - 1980) – 4:07 – Voce: Eric Woolfson
19. The Turn of a Friendly Card (part two) (The Turn of a Friendly Card - 1980) – 3:22 – Voce: Chris Rainbow

Durata totale: 78:14

### Disco 2
Testi e musiche di Eric Woolfson e Alan Parsons; edizioni musicali Arista Records.
1. Sirius (Eye in the Sky - 1982) – 1:53 – Strumentale
2. Eye in the Sky (Eye in the Sky - 1982) – 4:38 – Voce: Eric Woolfson • Cori: Chris Rainbow
3. Silence And I (Eye in the Sky - 1982) – 7:21 – Voce: Eric Woolfson • Cori: Chris Rainbow
4. Old and Wise (Eye in the Sky - 1982) – 4:56 – Voce: Colin Blunstone
5. Mammagamma (Eye in the Sky - 1982) – 3:36 – Strumentale
6. Prime Time (Ammonia Avenue - 1984) – 5:05 – Voce: Eric Woolfson
7. Ammonia Avenue (Ammonia Avenue - 1984) – 6:33 – Voce: Eric Woolfson
8. Don't Answer Me (Ammonia Avenue - 1984) – 4:13 – Voce: Eric Woolfson
9. Let's Talk About Me (Vulture Culture - 1985) – 4:29 – Voce principale: David Paton • Seconde voci: Mr. Laser Beam, Chris Rainbow e Eric Woolfson
10. Days Are Numbers (The Traveller) (Vulture Culture - 1985) – 4:27 – Voce: Chris Rainbow
11. No Answers Only Questions (Inedito) – 2:12 – Voce: Eric Woolfson
12. Stereotomy (Stereotomy - 1986) – 6:49 – Voce principale: John Miles • Seconda voce: Eric Woolfson
13. Limelight (Stereotomy - 1986) – 4:41 – Voce: Gary Brooker
14. La Sagrada Familia (Gaudi - 1987) – 7:30 – Voce principale: John Miles • Cori: Eric Woolfson e Chris Rainbow
15. Standing on Higher Ground (Gaudi - 1987) – 5:43 – Voce principale: Geoff Barradale • Cori: Eric Woolfson

Durata totale: 74:06

## Bonus Track
Nel disco numero 2, oltre ai brani storici del Project, vi è una bonus Track No Answers Only Questions un brano inedito, cantato da Eric Woolfson, rimasto negli archivi dal 1983.

## Edizioni
Per una strategia commerciale di distribuzione la compilation è stata pubblicata anche il 2 ottobre 2006 solo nei Paesi Bassi con il titolo The Dutch Collection con tre cd ed con il booklet in olandese. Il 24 novembre 2006 in Italia con il titolo Days Are Numbers, con tre cd e booklet in italiano.
Il 29 gennaio 2007 è stata pubblicata la versione internazionale dal titolo The Essential Alan Parson Project, con due o tre cd a seconda della nazione di uscita.